# 21 de abril
21 de abril é o 111.º dia do ano no calendário gregoriano (112.º em anos bissextos). Faltam 254 dias para acabar o ano.

## Eventos históricos

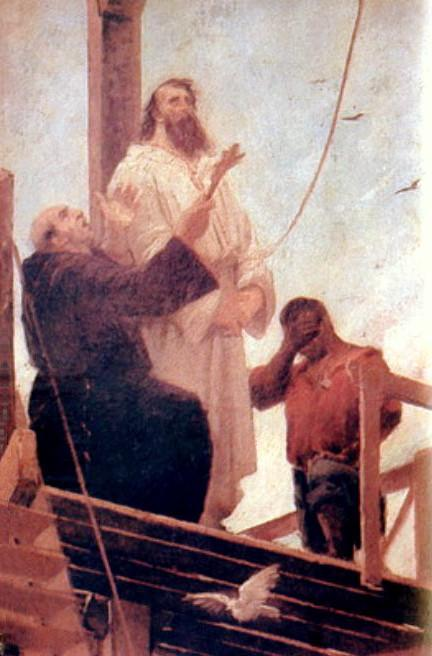
1792: Martírio de Tiradentes, óleo sobre tela de Aurélio de Figueiredo.

- 753 a.C. — Data tradicional da fundação de Roma por Rômulo.
- 43 a.C. — Batalha de Mutina: o procônsul Marco Antônio é derrotado em batalha pelo cônsul da República Romana Aulo Hírcio, que é morto em batalha.
- 0900 — A inscrição Laguna Copperplate, o mais antigo documento escrito conhecido encontrado no que hoje são as Filipinas.
- 1092 — A Diocese de Pisa é elevada ao grau de arquidiocese metropolitana pelo Papa Urbano II.
- 1282 — Erguido o cerco galês do Castelo de Rhuddlan pela força inglesa comandada por um nobre italiano chamado Amadeu, sendo este o futuro conde Amadeu V de Saboia.
- 1506 — Massacre de Lisboa, que durou três dias, termina com a morte de 2 000 pessoas, lançadas em fogueiras, acusadas por "suspeita de praticar o judaísmo".
- 1509 — Henrique VIII sobe ao trono da Inglaterra após a morte de seu pai, Henrique VII.
- 1526 — O último governante da dinastia Lodi do Sultanato de Déli (norte da Índia), Ibraim Lodi, é derrotado e morto por Babur, fundador da dinastia Mogol, durante a Primeira batalha de Panipate.
- 1782 — A cidade de Rattanakosin, hoje conhecida internacionalmente como Bancoque, é fundada na margem oriental do rio Chao Phraya pelo rei Rama I de Sião (atual Tailândia).
- 1792 — O militar do Exército Português Joaquim José da Silva Xavier, mais conhecido como Tiradentes, um revolucionário que liderou um movimento para a independência das Minas Gerais do Reino de Portugal, conhecido como Inconfidência Mineira, é enforcado e esquartejado.
- 1796 — Guerra da Primeira Coalizão: no clímax da Campanha de Montenotte, o general francês Napoleão Bonaparte derrota decisivamente o exército do Piemonte na Batalha de Mondovi, levando à rendição do Piemonte uma semana depois e virando decisivamente a campanha italiana a favor da França.
- 1809 — Dois corpos do exército austríaco são expulsos de Landshut por um exército da França liderado pelo imperador Napoleão I no primeiro dia da Batalha de Eckmühl.
- 1836 — Revolução do Texas: Batalha de San Jacinto: as forças da República do Texas, sob o comando de Sam Houston, derrotam as tropas do general e então ex-presidente mexicano Antonio López de Santa Anna.
- 1894 — A Noruega adota formalmente o rifle Krag-Jørgensen como a principal arma de suas forças armadas, uma arma que permaneceria em serviço por quase 50 anos.
- 1898 — Guerra Hispano-Americana: a Marinha dos Estados Unidos inicia o bloqueio dos portos de Cuba.
- 1914 — Incidente Ypiranga: um carregamento de armas da Alemanha para o México é interceptado pela Marinha dos Estados Unidos perto de Veracruz.
- 1918 — Primeira Guerra Mundial: o piloto de caça alemão Manfred von Richthofen, mais conhecido como "O Barão Vermelho", é abatido e morre quando sobrevoava Vaux-sur-Somme, na França.
- 1920 — É inaugurada a Casa de Detenção do Carandiru na cidade de São Paulo.
- 1934 — A "Fotografia do Cirurgião", a foto mais famosa que supostamente mostra o Monstro do lago Ness, é publicada no Daily Mail.
- 1948 — Adotada a Resolução 47 do Conselho de Segurança das Nações Unidas relativa ao Conflito na Caxemira.
- 1960 — Brasília, capital do Brasil, é inaugurada oficialmente. Às 09h30, os três poderes da República são simultaneamente transferidos da antiga capital, Rio de Janeiro.
- 1960 — Distrito Federal, distrito federal do Brasil, é inaugurado oficialmente. Às 09h30, a condição de distrito federal da República é transferida do antigo distrito federal, Distrito Federal.
- 1962 — Inauguração da Exposição Mundial de Seattle. É a primeira exposição mundial a ser realizada na América desde a Segunda Guerra Mundial.
- 1963 — Realizada a primeira eleição da Casa Universal de Justiça, marcando seu estabelecimento como a instituição suprema de governo da Fé bahá'í.
- 1964 — Um satélite Transit-5bn não consegue atingir a órbita após o lançamento; à medida que reentra na atmosfera, o plutônio radioativo em sua fonte de alimentação do RTG é amplamente disperso.
- 1965 — A Feira Mundial de Nova Iorque de 1964-1965 abre para a segunda e última temporada.
- 1967 — Ditadura dos coronéis: poucos dias antes da eleição geral na Grécia, o coronel George Papadopoulos comanda um golpe de Estado e estabelece um regime militar que irá durar sete anos.
- 1972 — Início das comemorações do Sesquicentenário da Independência do Brasil, ocorrida durante o governo do presidente Emílio Médici.
- 1975 — Guerra do Vietnã: o presidente do Vietnã do Sul, Nguyễn Văn Thiệu, foge de Saigon, quando cai Xuan Loc, o último posto avançado sul-vietnamita que impedia um ataque direto norte-vietnamita a Saigon.
- 1977 — O musical Annie tem a sua estreia na Broadway, Nova Iorque, Estados Unidos.
- 1985 — Morre, sem exercer o cargo, o presidente brasileiro Tancredo Neves, o primeiro civil pós-golpe militar de 1964.
- 1989 — Protesto na Praça da Paz Celestial em 1989: em Pequim, cerca de 100 000 estudantes se reúnem na Praça Tiananmen para comemorar a reforma chinesa comandada por Hu Yaobang.
- 1993
  - O Brasil realiza um plebiscito para definir a forma e sistema de governo, confirmando a manutenção do sistema republicano e presidencialista.
  - O Supremo Tribunal em La Paz, Bolívia, condena o ex-presidente Luis García Meza Tejada a 30 anos de prisão sem liberdade condicional por assassinato, roubo, fraude e violação da Constituição.
- 2009 — UNESCO e Biblioteca do Congresso dos Estados Unidos anunciam oficialmente o lançamento da Biblioteca Digital Mundial.
- 2010 — Assinado em Carcóvia, Ucrânia, o controverso Pacto de Carcóvia pelo presidente ucraniano, Víktor Yanukóvytch e o presidente russo, Dmitri Medvedev; foi rescindido unilateralmente pela Rússia em 31 de março de 2014.
- 2011 — Síria revoga o estado de emergência em vigor há 48 anos em resposta aos protestos que ocorrem em todo o país.
- 2014 — A cidade estadunidense de Flint, Michigan, muda sua fonte de captação de água para o rio Flint, iniciando a atual crise aquífera de Flint, que causou intoxicação por chumbo em mais de 12 000 pessoas e 15 mortes por doença dos legionários, levando a acusações criminais contra 15 pessoas.
- 2019 — Série de atentados a igrejas e hotéis em várias cidades do Sri Lanka causa 258 mortos e mais de 500 feridos.
- 2025 — O Vaticano anuncia a morte do Papa Francisco, findando seu pontificado de 12 anos.

## Nascimentos

Anselmo Duarte

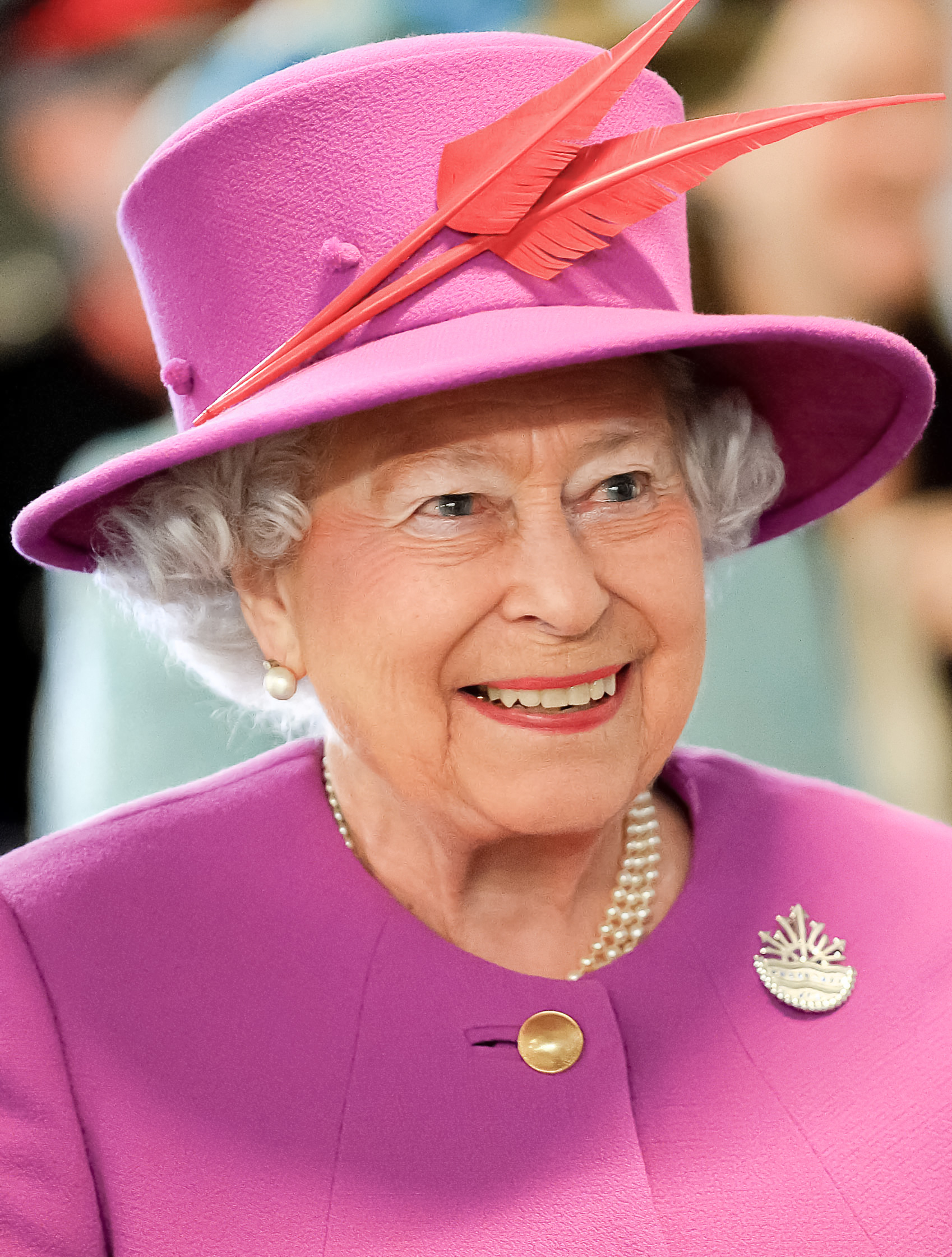
Isabel II do Reino Unido

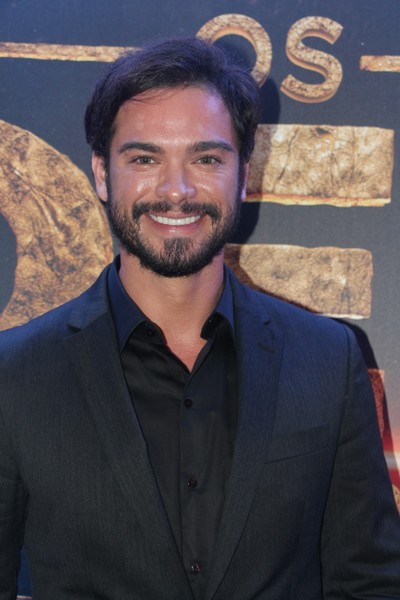
Sidney Sampaio

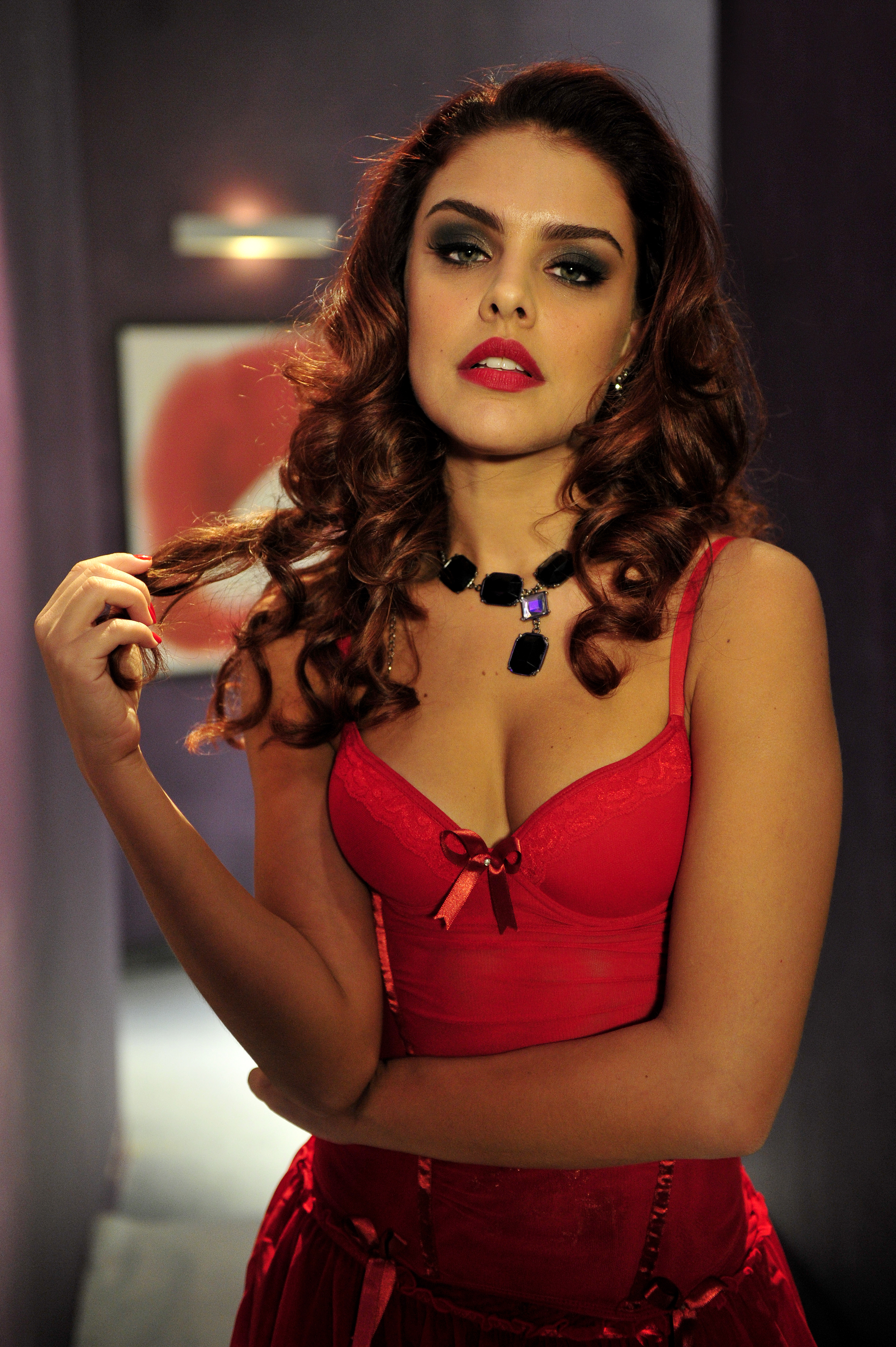
Paloma Bernardi

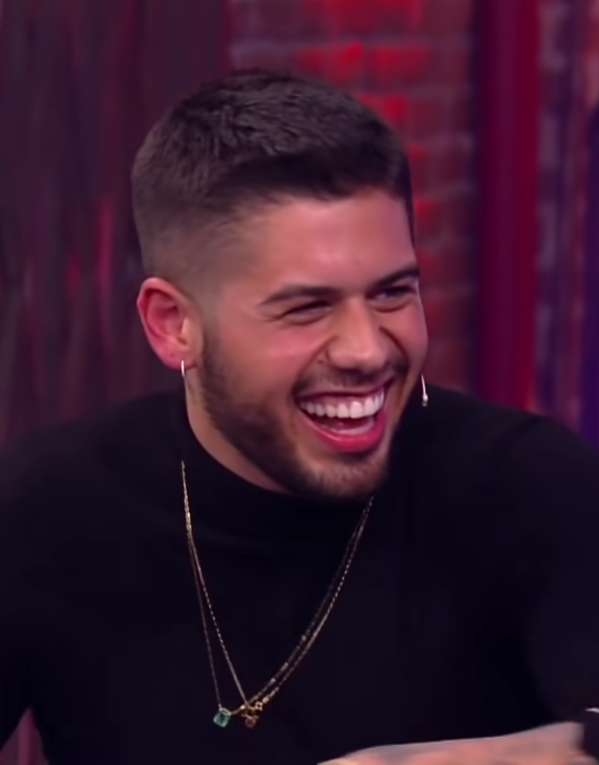
Zé Felipe

### Anterior ao século XIX
- 1488 — Ulrich von Hutten, poeta e reformador alemão (m. 1523).
- 1555 — Ludovico Carracci, pintor italiano (m. 1619).
- 1673 — Guilhermina Amália de Brunsvique-Luneburgo, rainha da Germânia (m. 1742).
- 1712 — Albertina de Brandemburgo-Schwedt, nobre alemã (m. 1750).

### Século XIX
- 1816 — Charlotte Brontë, escritora britânica (m. 1855)
- 1828 — Hippolyte Taine, crítico e historiador francês (m. 1893).
- 1829 — Anne Sutherland-Leveson-Gower, Duquesa de Sutherland (m. 1888).
- 1851 — Sílvio Romero, literato brasileiro (m. 1914).
- 1864 — Max Weber, sociólogo e economista alemão (m. 1920).
- 1889 — Piero Calamandrei, jurista, jornalista e constituinte italiano (m. 1956).

### Século XX

#### 1901–1950
- 1912 — Marcel Camus, cineasta francês (m. 1982).
- 1915 — Anthony Quinn, ator estadunidense (m. 2001).
- 1920 — Anselmo Duarte, ator e diretor brasileiro (m. 2009).
- 1921 — Aldir Passarinho, magistrado brasileiro (m. 2014).
- 1926 — Isabel II do Reino Unido (m. 2022).
- 1930
  - Hilda Hilst, poetisa, escritora e dramaturga brasileira (m. 2004).
  - Mário Covas político brasileiro (m. 2001).
- 1935 — Charles Grodin, ator norte-americano (m. 2021).
- 1942 — Wilson Silva, informático e guerrilheiro brasileiro (m. 1974).
- 1945 — Ana Lúcia Torre, atriz brasileira.
- 1947 — Iggy Pop, músico estadunidense.
- 1950 — Marília Barbosa, atriz e cantora brasileira.

#### 1951–2000
- 1951 — Kim Young-ae, atriz sul-coreana (m. 2017).
- 1955 — Toninho Cerezo, ex-futebolista e treinador brasileiro de futebol.
- 1957 — Andrade, ex-futebolista e treinador brasileiro de futebol.
- 1958
  - Andie MacDowell, atriz e modelo norte-americana.
  - Dale Mitchell, ex-futebolista canadense.
- 1959 — Robert Smith, músico britânico.
- 1961 — Carlos Gaguim, político brasileiro.
- 1964
  - Alex Baumann, nadador canadense.
  - Anna Muylaert, diretora de televisão brasileira.
- 1965
  - Thomas Helmer, ex-futebolista alemão.
  - Waguinho, cantor e compositor brasileiro.
- 1969 — Toby Stephens, ator britânico.
- 1970 — Filipe Ramos, treinador de futebol angolano.
- 1972
  - Gwendal Peizerat, patinador artístico francês.
  - Ian Kahn, ator norte-americano.
  - Rogério Pinheiro, ex-futebolista brasileiro.
- 1973 — Bárbara Guimarães, apresentadora de televisão e jornalista portuguesa.
- 1978 — Jukka Nevalainen, músico finlandês.
- 1979 — Tobias Linderoth, futebolista sueco.
- 1980 — Sidney Sampaio, ator brasileiro.
- 1982 —  Alex Ferrari, cantor, letrista e compositor brasileiro.
- 1983
  - Marco Donadel, futebolista italiano.
- 1985 — Paloma Bernardi, atriz brasileira.
- 1986 — João Guilherme, futebolista brasileiro.
- 1987
  - Tchô, futebolista brasileiro.
  - Nilton, futebolista brasileiro.
  - Pietro Gandolfi, automobilista italiano.
- 1992 — Deng Linlin, ginasta chinesa.
- 1995 — Juliana Xavier, atriz brasileira.
- 1998 — Zé Felipe, cantor brasileiro.

## Mortes

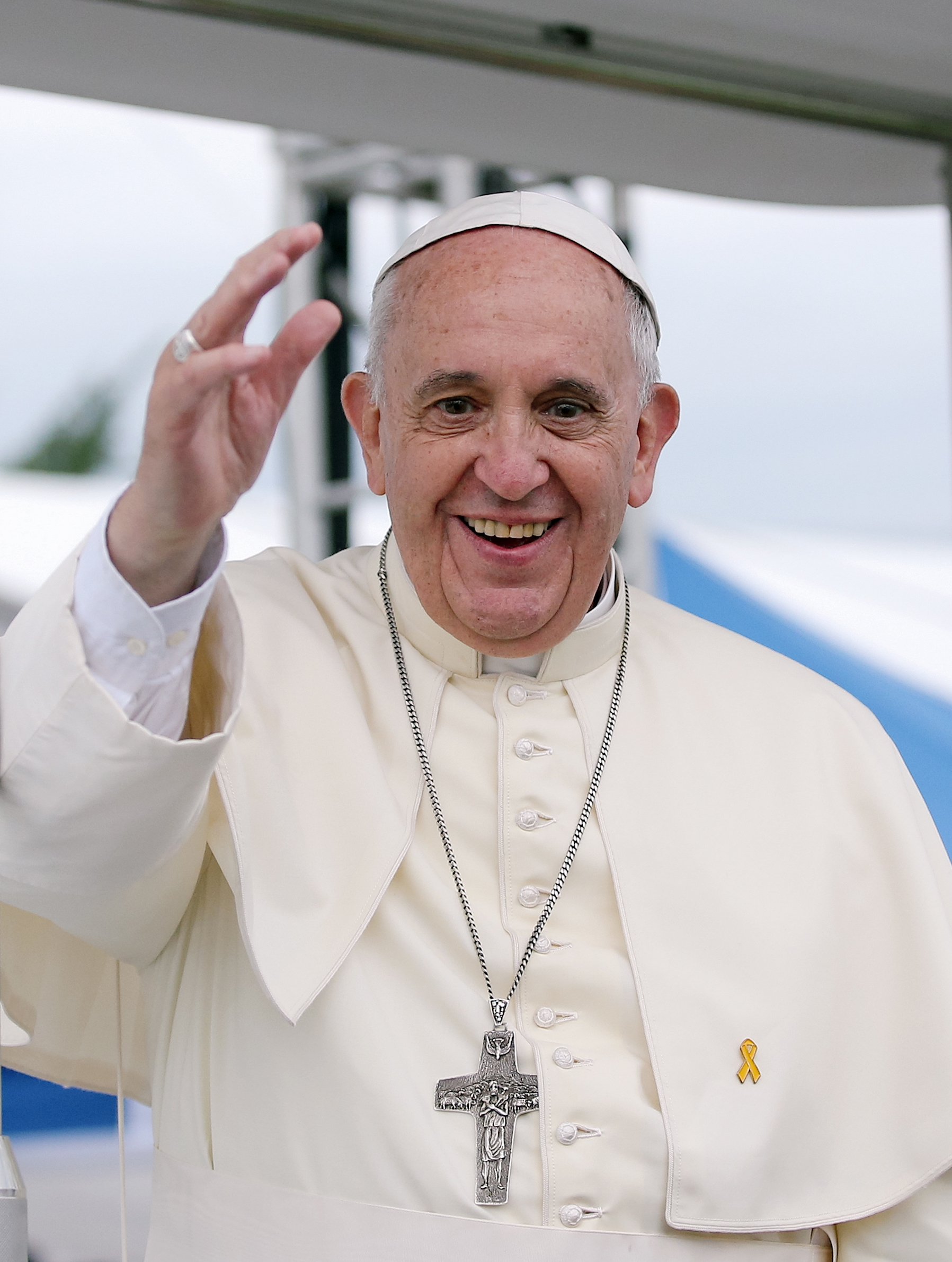
Papa Francisco

### Anterior ao século XIX
- 0234 — Xiandi, imperador chinês (n. 181).
- 0303 — Alexandra, imperatriz consorte romana (n. ?).
- 0586 — Leovigildo, rei dos visigodos (n. ?).
- 0866 — Bardas, regente bizantino (n. ?).
- 0941 — Bajecã, regente abássida (n. ?).
- 1073 — Papa Alexandre II (n. 1015).
- 1109 — Anselmo de Cantuária, filósofo medieval (n. 1033).
- 1142 — Pedro Abelardo, filósofo e escritor francês (n. 1079).
- 1216 — Ida, Condessa de Bolonha (n. c. 1160/61).
- 1421 — John FitzAlan, 13.º Conde de Arundel (n. 1385).
- 1509 — Henrique VII de Inglaterra (n. 1457).
- 1552 — Petrus Apianus, humanista alemão (n. 1495).
- 1574 — Cosme I de Médici, Grão-Duque da Toscana (n. 1519).
- 1577 — Diogo Rodrigues, navegador português (n. 1500).
- 1699 — Jean Racine, dramaturgo francês (n. 1639).
- 1718 — Philippe de La Hire, matemático francês (n. 1640).
- 1722 — Robert Beverley, historiador norte-americano (n. 1673).
- 1731 — Daniel Defoe, escritor e jornalista britânico (n. 1660).
- 1736 — Eugênio de Saboia (n. 1663).
- 1792 — Tiradentes, mártir brasileiro (n. 1746).

### Século XIX
- 1825 — Johann Friedrich Pfaff, matemático alemão (n. 1765).
- 1900 — Alphonse Milne-Edwards, zoólogo francês (n. 1835).

### Século XX
- 1902 — Sousândrade, poeta brasileiro (n. 1833).
- 1910 — Mark Twain, escritor e humorista norte-americano (n. 1835).
- 1918 — Manfred von Richthofen, piloto de caça alemão (n. 1892).
- 1924 — Eleonora Duse, atriz italiana (n. 1858).
- 1932 — Friedrich Gustav Piffl, arcebispo austríaco (n. 1864).
- 1938 — Muhammad Iqbal, filósofo, poeta e político indiano (n. 1877).
- 1941 — Fritz Manteuffel, ginasta alemão (n. 1875).
- 1945 — Walter Model, general alemão (n. 1891).
- 1946 — John Maynard Keynes, economista britânico (n. 1883).
- 1948 — Aldo Leopold, filósofo ambiental e conservacionista norte-americano (n. 1887).
- 1954 — Emil Post, logicista matemático polonês (n. 1897).
- 1965 — Edward Appleton, físico britânico (n. 1892).
- 1971 — François Duvalier, médico e ditador haitiano (n. 1907).
- 1975 — Ranieri Mazzilli, advogado, jornalista e político brasileiro, 23.° e 25.° presidente do Brasil (n. 1910).
- 1978 — Sandy Denny, cantora e compositora britânica (n. 1947).
- 1980
  - Aleksandr Oparin, pesquisador russo (n. 1894).
  - Sohrab Sepehri, pintor iraniano (n. 1928).
- 1984 — Marcel Janco, poeta e pintor israelense (n. 1895).
- 1985
  - Tancredo Neves, político brasileiro (n. 1910).
  - Rudi Gernreich, designer de moda austríaco (n. 1922).
- 1986 — Marjorie Eaton, atriz, fotógrafa e pintora norte-americana (n. 1901).
- 1989 — James Kirkwood Jr., escritor e autor teatral norte-americano (n. 1924).
- 1991 — Willi Boskovsky, maestro e violinista austríaco (n. 1909).
- 1994 — Walter Pinto, produtor e diretor de teatro de revista brasileiro (n. 1913).
- 1996
  - Zora Arkus-Duntov, engenheiro norte-americano (n. 1909).
  - Djokhar Dudaiev, militar e político russo (n. 1944).
- 1997
  - Andrés Rodríguez, político paraguaio (n. 1923).
  - Diosdado Macapagal, político filipino (n. 1910).
- 1998
  - Luís Eduardo Magalhães, político brasileiro (n. 1955).
  - Jean-François Lyotard, filósofo francês (n. 1924).

### Século XXI
- 2003 — Nina Simone, compositora e ativista norte-americana (n. 1933).
- 2006 — Telê Santana, futebolista e treinador de futebol brasileiro (n. 1931).
- 2008 — Carmem Silva, atriz brasileira (n. 1916).
- 2009 — Vivian Maier, fotógrafa americana (n. 1926).
- 2010 — Juan Antonio Samaranch, empresário e político espanhol (n. 1920).
- 2011 — Catharina Halkes, teóloga e acadêmica neerlandesa (n. 1920).
- 2012 — Charles Colson, advogado e ativista norte-americano (n. 1931).
- 2013
  - Chrissy Amphlett, cantora, compositora e atriz australiana (n. 1959).
  - Shakuntala Devi, matemática e astróloga indiana (n. 1929).
  - Leopold Engleitner, sobrevivente do Holocausto, escritor e educador austríaco (n. 1905).
- 2014 — George Heilmeier, engenheiro norte-americano (n. 1936).
- 2015 — John Moshoeu, futebolista e técnico sul-africano (n. 1965).
- 2016 — Prince, cantor norte-americano (n. 1958).
- 2017 — Ugo Ehiogu, futebolista britânico (n. 1972).
- 2018
  - Waldyr Sant'anna, ator e dublador brasileiro (n. 1936).
  - Verne Troyer, ator norte-americano (n. 1969).
- 2019
  - Polly Higgins, advogada, escritora e lobista ambiental britânica (n. 1968).
  - Ken Kercheval, ator americano (n. 1935).
- 2025 — Papa Francisco (n. 1936).

## Feriados e eventos cíclicos

### Internacional
- Aniversário de Roma - Itália
- Dia Mundial da Criatividade e Inovação

### Brasil
- Dia de Tiradentes — Memória à morte do Mártir da Inconfidência Mineira
- Dia da Polícia Civil e Polícia Militar
- Aniversário da cidade de Brasília, Distrito Federal
- Aniversário do Distrito Federal
- Aniversário do município de Lins, São Paulo
- Aniversário do município de Itapema, São Paulo
- Aniversário do município de Bofete, São Paulo
- Aniversário do município de Palmital, São Paulo

### Cristianismo
- Alexandra de Roma
- Anastácio Sinaíta
- Anselmo de Cantuária
- Beuno de Gales
- Conrado de Parzham

## Outros calendários
- No calendário romano era o 11.º dia (XI) antes das calendas de maio.
- Na cidade de Roma era o dia de aniversário da fundação da cidade por Rómulo, no ano 753 a.C., com a celebração da festa Parília no Monte Palatino.
- No calendário litúrgico tem a letra dominical F para o dia da semana.
- No calendário gregoriano a epacta do dia é viii.